# Пистолеты типа Руби
Пистолеты типа Руби — самозарядные пистолеты, известные прежде всего как личное оружие Французской армии во время Первой мировой войны, под названием Pistolet Automatique de 7 millim.65 genre «Ruby». Являясь подражанием пистолетам Джона Браунинга, они производились более чем 50 испанскими фирмами, но главным образом фирмой Gabilondo y Urresti.

## Габилондо и Руби
В 1914 году, с началом Первой мировой войны, Габилондо начинает выпуск прочного самозарядного пистолета калибра 7,65 мм, базирующегося на конструкциях Браунинга. Необычным для того времени была ёмкость магазина, составлявшая 9 патронов, вместо 6 или 7. Пистолет предназначался для экспорта в Америку, и, несмотря на небольшой калибр, ориентировался на военное и полицейское использование. Другие испанские фирмы копировали браунинги, начиная с 1905 года. Не считая увеличенной ёмкости магазина, Руби, похоже, являлся копией пистолета «Виктория» (Victoria) производства Эсперанса и Унсета (Esperanza y Unceta). Данный пистолет был запатентован Педро Кареага (Pedro Careaga) в 1911 году, а фирмой Эсперанса и Унсета в 1912. Вероятно, патент включал в себя флажковый предохранитель на корпусе, вместо рукояточного предохранителя, как у ранних Browning M1906.
В 1915 году Габилондо послал несколько экземпляров своего пистолета французскому правительству, испытывавшему в то время сильные трудности из-за большого количества разнотипного личного оружия, находившегося в войсках. После проведенных в мае 1915 года испытаний пистолет немедленно был принят на вооружение под названием «Pistolet Automatique de 7 millimètre 65 genre „Ruby“». С Габилондо подписали контракт на ежемесячный выпуск 10 тысяч пистолетов. Уже в августе заказ был увеличен до 30 тысяч, а потом и до 50 тысяч. Габилондо могла осилить только первоначальный контракт, поэтому к производству подключились фирмы-партнёры:
- Armeria Elgoibaressa y Cia
- Echealaza y Vincinai y Cia
- Hijos de Angel Echeverria y Cia
- Iraola Salaverria y Cia

Условия контракта обязывали производить каждую компанию не менее 5 тысяч пистолетов в месяц. Габилондо же производила 10 тысяч пистолетов, осуществляла общий контроль качества и доставляла заказ французским властям в Байонну. Поскольку заказ увеличился, компания соглашалась приобрести любое количество сверх оговорённого, по той же цене. Так же были привлечены ещё три фирмы-партнёра. Производство пистолетов Руби самой фирмой Габилондо оценивается приблизительно в 250 000—300 000 единиц. Если пистолеты, выпущенные Габилондо, имеют очень высокое качество изготовления, то продукция других производителей несколько уступала по этому показателю.

## Пистолеты Руби других производителей

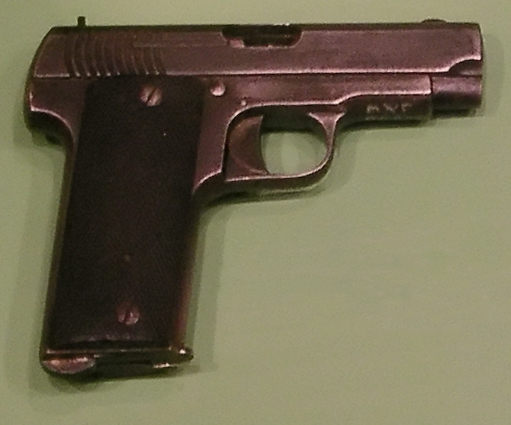
Руби производства фирмы A. Zulaika (под названием Cebra), музей польской армии, Варшава

Поскольку нужда французской армии в личном оружии продолжала оставаться весьма острой, к заказу помимо Габилондо и её субподрядчиков было подключено ещё около 45 фирм, заключавших контракты напрямую с французами. Поставляемые пистолеты могли отличаться калибром, длиной ствола и ёмкостью магазина.
Когда стало известно, что многие Руби имеют невзаимозаменяемые магазины, французские власти настояли на клеймении крышек всех магазинов. Это должно было помочь предотвратить ситуации, когда магазин одного пистолета не влезал в рукоятку другого пистолета или выпадал из рукоятки во время стрельбы.
Многие Руби имели некачественное покрытие или неправильную закалку стальных частей, что делало их подверженными быстрому износу. Как результат, пистолет после недолгой эксплуатации мог самопроизвольно переходить в режим полностью автоматического огня. На других пистолетах изнашивался механизм предохранителя. В то же время Руби хорошего качества были надёжны и точны, хотя некоторых пользователей не устраивало отсутствие курка, позволявшего визуально контролировать заряженность пистолета. Примерно 710 000 Руби всех производителей было принято на вооружение французской армии, и в 1920 году на армейских складах числилось приблизительно 580 000 пистолетов, пригодных к эксплуатации. Также их использовали многие союзники Франции, а также такие появившиеся по завершении войны государства, как Югославия и Финляндия.
Габилондо прекратил производство Руби в 1919 году, переключившись на более совершенные модели (пистолеты марки Llama), но другие фирмы продолжали его, пока Великая депрессия не уничтожила многих из них. Руби использовались до конца Второй мировой войны, особенно французскими партизанами и их противниками вишистами.

## Достоинства и недостатки
Пистолеты типа Руби имели интуитивно понятные органы управления, легко разбирались и быстро осваивались даже новичками. Небольшие размеры и приличная ёмкость магазина делали его популярным «резервным» оружием для условий траншейной войны, особенно для связистов, санитаров, пулемётчиков, танкистов, миномётчиков и солдат второй линии. Сравнительно слабый патрон давал небольшую отдачу, позволявшую лучше контролировать оружие и вести прицельную стрельбу.
С другой стороны, пуля используемого патрона имела небольшое останавливающее действие, что и было основным недостатком пистолета. У ранних моделей из-за сильно выступающего рычажка предохранителя, могло произойти (в тесной кобуре) самопроизвольное выключение предохранителя.
В последующем пистолеты Руби стали печально известны из-за невзаимозаменяемости деталей, так как производители не придерживались единого стандарта, и зачастую также трудно определить, кто был производителем данного конкретного пистолета.

## Список производителей пистолетов Руби

### «Официальные Руби»
- Gabilondo y Urresti — код французской военной приёмки (клеймо, наносившееся на корпус и магазин) GU
- Alkartasuna[исп.] (под названиями Alkar, Kapitan и Panama)- код французской военной приёмки AK
- Armeria Elgoibaressa y Cia (под названием Lusitania) — код французской военной приёмки AE
- Beistegui Hermanos (под названием 1914 Model) — код французской военной приёмки BH
- Echealaza y Vincinai y Cia — код французской военной приёмки неизвестен
- Erquiaga y Cia (под названием Fiel) — код французской военной приёмки неизвестен, возможно EC
- Hijos de Angel Echeverria y Cia — код французской военной приёмки HE
- Iraola Salaverria y Cia — код французской военной приёмки IS

### Копии Руби, производившиеся по прямым контрактам
- Acha Hermanos y Cia — код французской военной приёмки AH
- José Aldazabal (под названием Imperial) — код французской военной приёмки неизвестен
- Aldabazal, Leturiondo y Cia (под названием Leturiondo) — код французской военной приёмки AL
- Arizaga — код французской военной приёмки A
- Francisco Arizmendi/ Arizmendi y Goenaga — код французской военной приёмки AG
- Arizmendi, Zulaica y Cia (иногда обозначались как Cebra, некоторые переклеймены маркировкой «Beistegui Hermanos») — код французской военной приёмки AZ
- Arrizabalaga (под названием Republic) — код французской военной приёмки неизвестен
- Arrostegui — код французской военной приёмки неизвестен
- Azanza y Arrizabalaga (под названиями Reims и Modelo 1916) — код французской военной приёмки AA
- Martin Bascaran (под названием Martian) — код французской военной приёмки MB
- Fabrica de Berasaluce, Arietio, Aurteña y Cia (под названием Allies) — код французской военной приёмки BA
- Victor Bernedo (иногда обозначался как Vincenzo Bernedo) — код французской военной приёмки VB
- Gregorio Bolomburu (под названиями Regent, Regina, Gloria) — код французской военной приёмки GB[6]
- Javier Echaniz-(под названием Defender) — код французской военной приёмки JE
- Echave y Arizmendi (под названием Model 1916) — код французской военной приёмки неизвестен
- Echealaza, Vincinai y Cia — код французской военной приёмки неизвестен, возможно EC
- Bonifacio Echeverria (под названием Izarra) — код французской военной приёмки I
- Antonio Errasti — код французской военной приёмки неизвестен
- Esperanza y Unceta (под названиями Model 1914, Model 1915, Model 1916, Astra, Brunswig и Victoria) — код французской военной приёмки EU
- Fabrica De Armas, Durango (под названием Vencedor) — код французской военной приёмки V
- Fabrique d’Armes de Guerre de Grande Précision (под названиями Jupiter и Precision) — код французской военной приёмки неизвестен
- Garate, Anitua y Cia (под названием Express) — код французской военной приёмки GN
- Isidro Gaztañaga (под названиями Destroyer и Indian) — код французской военной приёмки IG
- Hijos de Calixto Arrizabalaga — код французской военной приёмки неизвестен, возможно HCA
- La Industrial Orbea — код французской военной приёмки IO
- Laplana y Capdevila — код французской военной приёмки LC
- Lasangabaster Hermanos, Eibar (возможно, под названием Douglas) — код французской военной приёмки LH
- Modesto Santos (иногда обозначались как Les Ouvriers Réunis[7]) — код французской военной приёмки неизвестен
- Retolaza Hermanos (под названиями Liberty, Military, Paramount, и Retolaza) — код французской военной приёмки RH
- San Martin y Cia (под названием Vencedor) — код французской военной приёмки неизвестен
- Sociedad Española de Armas y Municiones или S.E.A.M. (под названием Silesia) — код французской военной приёмки неизвестен
- Неизвестный производитель (под названием Bristol) — код французской военной приёмки неизвестен
- Неизвестный производитель (под названием Cobra model) — код французской военной приёмки неизвестен
- Неизвестный производитель (под названием Doc) — код французской военной приёмки неизвестен
- Неизвестный производитель (под названием Ideal) — код французской военной приёмки неизвестен
- Неизвестный производитель (под названием Lepco Model) — код французской военной приёмки неизвестен
- Неизвестный производитель (под названием Lobo Model)
- Неизвестный производитель (под названием Marina) — код французской военной приёмки неизвестен
- Неизвестный производитель (под названием Mitrailleuse Model)
- Неизвестный производитель (под названием Militar) — код французской военной приёмки неизвестен
- Неизвестный производитель (под названием Oyez Model) — код французской военной приёмки неизвестен
- Неизвестный производитель (под названием Pocket Model) — код французской военной приёмки неизвестен
- Неизвестный производитель (под названием Rex) — код французской военной приёмки неизвестен
- Неизвестный производитель (под названием Torpille) — код французской военной приёмки неизвестен
- Неизвестный производитель (под названием Vilar Model[8]) — код французской военной приёмки неизвестен
- Неизвестный производитель (под названием Wolf Model) — код французской военной приёмки неизвестен
- Urrejola y Cia — код французской военной приёмки неизвестен
- Tomás de Urizar (под названием Trust) — код французской военной приёмки неизвестен
- M. Zulaica y Cia (под названиями 1914 Model, Royal, и Vincitor; продавались через торговый дом Royal Vincitor S.A) — код французской военной приёмки ZC